# Лигногуматы
Лигногуматы — полусинтетические вещества на основе солей гуминовых и фульвовых кислот, полученных в результате окислительно-гидролитической деструкции лигносодержащего сырья. В низких концентрациях обладает полифункциональными действиями, схожими по эффекту с природными фитогормонами. Лигногуматы находят применение в растениеводстве, в качестве биологически активных кормовых добавок в животноводстве, в ремедиации почв, а также в биотехнологиях при производстве меристемных культур.

## Производство
В основе производства лигногуматов лежит тот же механизм, который используется при выделении гуминовых веществ из ископаемого сырья (торфа, леонардита, бурого угля): гуминовые кислоты в присутствии щелочи образуют водорастворимые соли с калием или натрием. Полусинтетический характер лигногумата обусловлен технологией синтеза самих гуминовых кислот, имитирующей многократно ускоренный процесс природной гумификации (патент на изобретение № 2205166). Этот результат достигается с помощью окислительно-гидролитической деструкции лигносодержащего сырья (лигнин, лигносульфаты) при температурах 170—200 °С и давлении 0,5—3 МПа. Последующее гидроксилирование лигногуматов смесью слабых водных растворов сульфата железа и пероксида водорода позволяет получить регулятор роста с повышенной ростостимулирующей активностью (патент RU 2325807).
В качестве основного сырья для получения лигногуматов используют продукты гидролизного производства целлюлозы, но технология также применима для получения концентрированных солей гуминовых кислот из практически любого биогенного сырья.

## Состав и природа воздействия
Тестирование первых образцов лигногумата проводилось в начале 90-х годов XX века на кафедре почвоведения химического факультета МГУ , под руководством профессора Орлова Д.С. 
Ряд основных свойств позволяет отнести лигногуматы к гуминоподобным веществам, представляющих собой стохастическую смесь многообразных органических молекул. При этом около 60 % от органики в сухом веществе лигногуматов составляют высокомолекулярных гуминовые кислоты, 40 % фульвокислоты и низкомолекулярных кислоты.
Точный количественный̆ компонентный состав трудно определим ввиду отсутствия стандартов промышленных гуминовых препаратов (ПГП) и универсальных методов инструментального анализа. Эффективность применения ПГП чаще всего оценивают по показателям всхожести семян, роста и развития побегов, протекторного действия в условиях климатического, пестицидного или гербицидного стресса. Вопросы биологической активности гуминовых препаратов пока исследованы значительно слабее.
13C и 1H ЯМР-спектры лигногуматов более информативны, чем гуминовые вещества, полученные из угля и торфа, благодаря низкомолекулярным компонентам в структуре.
Эти низкомолекулярные компоненты, являясь наиболее подвижной частью состава, обеспечивают биологическую активность, схожую по воздействию с природными фитогормонами: выполняют роль транспортного агента для питательных веществ и оказывают регулирующее действие на процессы жизнедеятельности, такие как прорастание семян, рост корневой системы, цветение, созревание. Ростостимулирующий эффект лигногуматов проявляется в чрезвычайно низких (до 1 %) концентрациях.
При превышении концентрации более 1 % лигногумат проявляет свойства ингибитора. В отличие от ПГП из торфа, леонардита и бурого угля, полностью растворяется в воде, образуя безбалластные коллоидные растворы.

## Области применения
Наиболее широкое применение лигногуматы находят при выращивании различных сельскохозяйственных культур, как в качестве самостоятельного препарата, так и в составе агрохимикатов и гуматизированных органоминеральных удобрений. Исследования также показывают способность высокомолекулярных компонентов действующих веществ лигногуматов к сорбционному комплексообразованию с токсинами в почвенно-грунтовых водах и снижению доли подвижных форм тяжелых металлов. Эти свойства могут находить применение в ремедицации загрязненных почв. Кормовые добавки на основе лигногумата применяются, главным образом, в птицеводстве в качестве иммуномодуляторов. Малые концентрации лигногумата (0.001 % — 0,15 %) также включают в состав питательных сред в биотехнологиях высших растений при промышленном выращивании меристемных культур.